# Kazimierz Niechoda
Kazimierz Niechoda  (ur. 9 czerwca 1942 r. w Szereszowie na Białorusi - dawne Kresy Wschodnie) – polski pisarz.

## Życie
Po ukończeniu szkoły średniej, studiował na Uniwersytecie Marii Curie-Skłodowskiej w Lublinie najpierw historię, a później prawo. Po ukończeniu studiów pracował jako radca prawny.
Jego twórczość literacka miała swój debiut w 1969 roku w czasopiśmie „Kamena”. Publikował także w czasopismach kulturalnych, ostatnio także w Internecie na stronach „Brulionu”, „Magii Słowa”, „Poema”, „BAR ABBA”.

## Twórczość
- Kazimierz Niechoda, Zapiski Józika Buzuka kopacza z Paszek rodem, Wydawnictwo Lubelskie, 1981, ISBN 83-222-0166-4
- Kazimierz Niechoda, Tomasz Niechoda, Utracony raj, Centrum Kultury – Osiedlowy Dom Kultury, 2004, ISBN 83-911261-0-2